# Leucania perstriata
Leucania perstriata là một loài bướm đêm trong họ Noctuidae.